# Пугачёв, Терентий Давыдович
Терентий Давыдович (Давидович) Пугачёв (1897—1970) — советский военнослужащий. Участник Первой мировой, Гражданской и Великой Отечественной войн. Герой Советского Союза (1943). Красноармеец.

## Биография
Терентий Давыдович Пугачёв родился 2 (15) июня 1897 года в селе Кругленькое Суджанского уезда Курской губернии Российской империи (ныне село Суджанского района Курской области Российской Федерации) в крестьянской семье. Русский. Окончил церковно-приходскую школу. Работал в семейном крестьянском хозяйстве. В 1915 году Т. Д. Пугачёв был призван в армию. Сражался на фронтах Первой мировой войны. Затем боролся за Советскую власть во время Гражданской войны. После демобилизации Терентий Давыдович вернулся в родное село, получил земельный надел. С началом коллективизации вступил в колхоз, в котором работал до оккупации села немецкими войсками.
В 1941 году Т. Д. Пугачёв не был призван в армию по возрасту и оказался на оккупированной территории. Насмотревшись на зверства немцев, Терентий Давыдович после освобождения Красной Армией Суджанского района в начале марта 1943 года добровольно явился на призывной пункт и потребовал направить его на фронт. В конце месяца красноармеец Т. Д. Пугачёв был зачислен стрелком во 2-й батальон 744-го стрелкового полка 149-й стрелковой дивизии 65-й армии Центрального фронта. До лета 1943 года дивизия, в которой служил красноармеец Пугачёв, вела позиционные бои в районе Севска. Здесь же она отражала наступление немецких войск во время Курской стратегической оборонительной операции. 12 июля 1943 года войска Центрального и Брянского фронтов перешли в наступление в рамках Орловской операции. Терентий Дмитриевич в составе своего подразделения участвовал в освобождении города Дмитровска-Орловского. Особо отличился в Битве за Днепр.
Разгромив немецкие войска в Курской битве, Красная Армия приступила к освобождению Левобережной Украины. Осуществив в рамках первого этапа Битвы за Днепр Черниговско-Припятскую операцию, войска Центрального фронта освободили северные районы Сумской и Черниговской областей. Передовые части 65-й армии в конце сентября 1943 года форсировали реку Сож и захватили семь плацдармов на правом берегу реки. 1 октября 1943 года директивой Ставки Верховного Главнокомандующего Центральный фронт был перенацелен с киевского на минское направление и получил задачу форсировать реку Днепр в районе Лоева. Осуществив перегруппировку сил и проведя подготовку к форсированию водной преграды, в ночь с 15 на 16 октября 1943 года штурмовые отряды 65-й армии под ураганным огнём противника начали переправу через Днепр. Умело маневрируя среди разрывов снарядов и мин на утлой рыбацкой лодке, группа бойцов 2-го батальона 744-го полка под командованием лейтенанта В. Ф. Латышева, в составе которой был и красноармеец Т. Д. Пугачёв, первой достигла правого берега у деревни Шитцы и сходу вступила в бой с боевым охранением противника. Терентий Давыдович одним из первых ворвался в немецкие траншеи. В ожесточённой рукопашной схватке советские бойцы сломили сопротивление врага и, овладев тактически выгодными рубежами, обеспечили переправу основных сил полка. За успешное форсирование реки Днепр, прочное закрепление плацдарма на западном берегу реки Днепр и проявленные при этом отвагу и геройство указом Президиума Верховного Совета СССР от 30 октября 1943 года красноармейцу Пугачёву Терентию Давыдовичу было присвоено звание Героя Советского Союза.
В 1945 году Т. Д. Пугачёв был демобилизован и вернулся в родные места. До выхода на пенсию жил и работал в селе Малая Локня. 12 октября 1970 года Терентий Давыдович скончался. Похоронен на кладбище села Малая Локня Суджанского района Курской области.

## Награды
- Медаль «Золотая Звезда» (30.10.1943);
- орден Ленина (30.10.1943).

## Документы
- Общедоступный электронный банк документов «Подвиг Народа в Великой Отечественной войне 1941—1945 гг.» Дата обращения: 29 июня 2013. Архивировано из оригинала 13 марта 2012 года.

Представление к званию Героя Советского Союза и указ ПВС СССР о присвоении звания. Дата обращения: 29 июня 2013. Архивировано 3 июля 2013 года.